# Домбай (курортный посёлок)
Домба́й — курортный посёлок в Карачаево-Черкесской Республике.
Входит в состав муниципального образования «Карачаевский городской округ».

## Этимология
Название происходит от абаз. домбай, что значит «зубр», карачаевское название, «Доммай», имеет такое же значение

## География
Расположен на высоте около 1600 метров, в межгорной котловине (Домбайская поляна) у северного подножья Главного Кавказского хребта. Находится у впадения рек Алибек и Домбай-Ульген в Аманауз — один из истоков реки Теберды.
Автомобильной дорогой посёлок связан с Тебердой, Карачаевском и Черкесском (ответвление от Военно-Сухумской дороги). Расстояние до административного центра республики составляет около 120 км (по дороге). Расстояние до ближайшей железнодорожной станции в городе Усть-Джегута — около 100 км.

### Климат
| Показатель                     | Янв. | Фев. | Март | Апр. | Май | Июнь | Июль | Авг. | Сен. | Окт. | Нояб. | Дек. |
| ------------------------------ | ---- | ---- | ---- | ---- | --- | ---- | ---- | ---- | ---- | ---- | ----- | ---- |
| Средний суточный максимум, °C  | −5   | −3   | 0    | 3    | 8   | 17   | 20   | 24   | 18   | 10   | 0     | −3   |
| Средний суточный минимум, °C   | −12  | −10  | −9   | −5   | 0   | 5    | 7    | 12   | 10   | 5    | −5    | −8   |
| Источник: Туристический портал |      |      |      |      |     |      |      |      |      |      |       |      |

## История

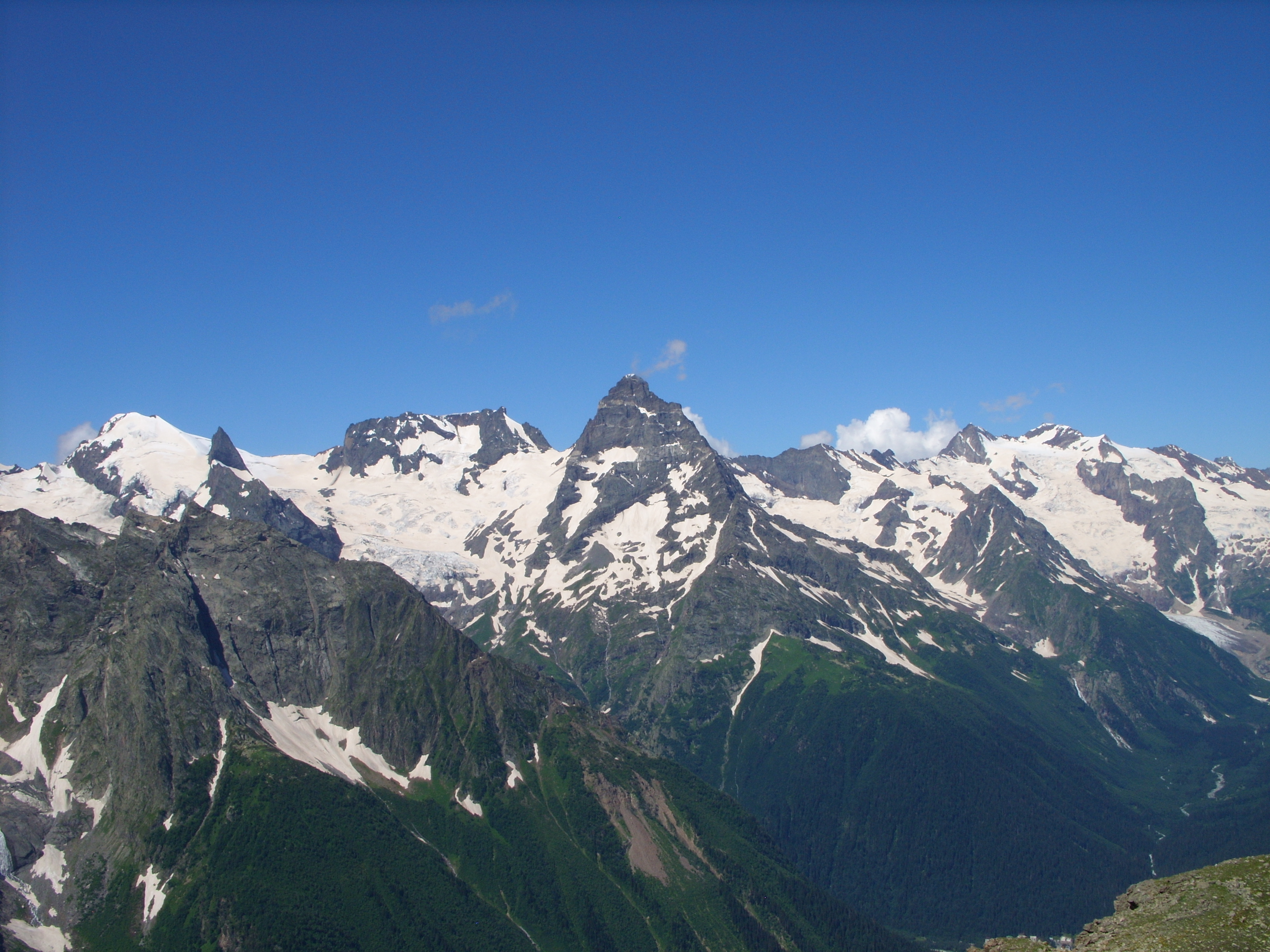
Вершины Главного Кавказского хребта (слева направо): Софруджу (3780,7 м), Зуб Софруджу, Белалакая Задняя, Белалакая (3861 м), Эрцог (3863 м), Джаловчат, Аксаут

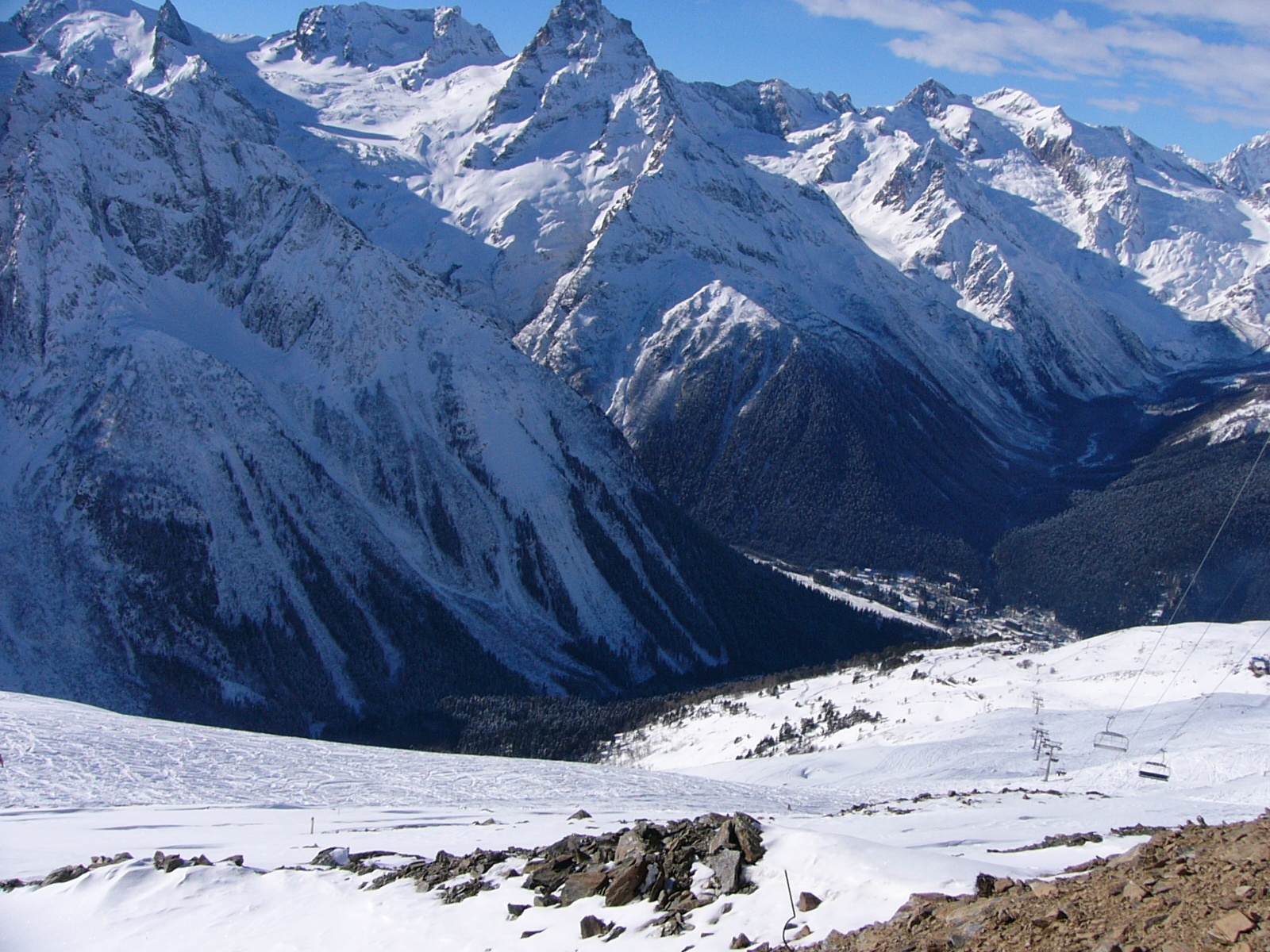
Вид на Домбайскую поляну с высоты окружающих её гор

Название произошло от топонима «Домбай». Возникновение населённого пункта связывают с развитием туризма в регионе, начало которого относят к 1920-м годам (хотя есть данные, что отдельные туристские группы бывали в этих местах с 1911 года). В 1921 году здесь появилась первая организованная туристская база. Популяризация курорта набирает обороты с 1925 года. В августе этого года один из основоположников альпинизма в СССР Борис Делоне совершил восхождение на пик Софруджу (к югу от нынешнего посёлка), после чего началось системное обследование и описание окрестных вершин и перевалов. В 1926 году учреждён туристский маршрут по Военно-Сухумской дороге (впоследствии — Всесоюзный туристский маршрут № 43). По некоторым данным, с 1940 года в Домбае осуществляются восхождения альпинистов и спуски на горных лыжах.
В 1937 году здесь строится база отдыха учёных Комиссии содействия учёным Академии наук СССР. Деревянное здание, напоминающее терем, было построено с использованием древесины лиственницы и стало одной из узнаваемых достопримечательностей Домбая. В дальнейшем в нём размещались альплагеря «Молния», «Медик» (с 1952 года), затем, в 1958—1959 годах — «Белалакая» (назван по имени горной вершины к юго-западу от посёлка). В 1960 году лагерь был передан в ведение Карачаево-Черкесского обкома КПСС как база отдыха (впоследствии — гостиница) «Солнечная долина». Здание гостиницы — памятник деревянного зодчества, долгие годы являвшийся символом Домбая, — полностью сгорело в ночь на 7 мая 2016 года.
Масштабное строительство спортивного комплекса на Домбайской поляне началось после выхода постановления Совета Министров РСФСР № 10001 от 2 января 1960 года «О развитии базы отдыха, туризма, горных лыж в высокогорных районах КЧАО».
Проект строительства базы отдыха, альпинизма, туризма, горнолыжного и конькобежного спорта в районах Домбайской поляны и Архыза был разработан проектным институтом № 5 Министерства строительства (Минстроя) РСФСР. По представлению Карачаево-Черкесского облисполкома проект был утвержден постановлением Совета министров РСФСР от 20.09.1962 г. за № 1235. Управление возведением проектируемых объектов возлагалось на Дирекцию строительства базы отдыха, альпинизма, туризма, горнолыжного и конькобежного спорта в Домбае при Ставропольском краевом Совете по туризму, входившем в систему ВСЦПС. Исходя из значимости объекта строительства, было принято решение о включении его в систему международного туризма. Поэтому спортивный комплекс Домбая был включен в число объектов строительства, указанных в постановлении Совета министров СССР от 16.04.1964 г. «О развитии иностранного туризма».
4 июня 1971 года Совет Министров РСФСР издал распоряжения № 1137-р об изъятии из земель Тебердинского государственного заповедника земельных участков общей площадью 112,05 гектара и отводе их Ставропольскому краевому Совету по туризму и экскурсиям для строительства Домбайской базы отдыха, туризма, альпинизма, горнолыжного и конькобежного спорта, а также дополнительном использовании 102,3 гектара территории заповедника под горнолыжные трассы и канатные дороги.
В 1969 году была построена и сдана в эксплуатацию дача Управления делами ЦК КПСС, в церемонии торжественного открытия которой принимали участие председатель Совета Министров СССР А. Н. Косыгин и президент Финляндии У. К. Кекконен. Сегодня это гостиница «Чинара». В 1972 году введена в строй гостиница «Домбай» (архитекторы В. К. Жилкин, Г. Н. Костомаров, Е. В. Перченков, Г. С. Суворова; Государственная премия РСФСР в области архитектуры, 1975 год), в 1976 году — гостиница «Крокус». К 1977 году по проекту В. К. Жилкина был построен Международный молодёжный центр «Горные вершины», входивший в систему Бюро международного молодёжного туризма «Спутник» при ЦК ВЛКСМ (архитектор за проект центра получил Почётную грамоту и был выдвинут на Премию ЦК ВЛКСМ). К 1984 году была реконструирована гостиница «Солнечная долина».
В верховье речки Алибек расположился альпинистский лагерь «Алибек» (до 1960 года — «Наука»), один из старейших на Кавказе (первый сезон работы — 1936 год). Широкую известность Домбаю принёс «Домбайский вальс» Юрия Визбора, написанный 19 апреля 1961 года в «Алибеке». Статус посёлка городского типа присвоен Домбаю в 1965 году.
В 1976 году было начато строительство самого известного «долгостроя» Домбая — 18-этажной гостиницы «Аманауз» (по проекту В. К. Жилкина). Дальнейшее развитие поселка осуществлялось в соответствии с постановлением Совета министров РСФСР и ВЦСПС от 6 ноября 1981 года № 600 «О мерах по дальнейшему развитию в 1982—1990 годах города Теберды и курортного посёлка Домбай Карачаево-Черкесской автономной области Ставропольского края как зоны туризма и курорта», в соответствии с которым первоначально в качестве срока ввода в эксплуатацию туристской гостиницы «Аманауз» на 630 мест с общественным центром был обозначен 1985 год. Затем уже Правительством РФ гостиница включалась в список приоритетных объектов для строительства и реконструкции в 1993—1994 годах. Однако проект так и не был реализован до конца, строительство гостиницы «Аманауз» осталось незавершённым.
Одновременно со строительством гостиниц и турбаз строились канатные дороги — маятниковая (введена в эксплуатацию в 1986 году), 5 очередей строительства однокресельных и парнокресельных дорог на гору Мусса-Ачитара (Мусат-Чери, завершены к 1970, 1971, 1976, 1979 и 1987 годам соответственно). Уже в постсоветский период, в 2004—2007 годах, сооружены три очереди новой канатной дороги — один участок гондольной (2006 год) и 2 участка многокресельной, которые доставляют лыжников на самую вершину горы Мусса-Ачитара (около 3200 м).

## Население
| 1970 | 1979  | 1989  | 2002 | 2010 | 2012 | 2013 | 2014 | 2015 |
| ---- | ----- | ----- | ---- | ---- | ---- | ---- | ---- | ---- |
| 847  | ↗1730 | ↘1178 | ↘403 | ↗657 | ↘652 | ↘644 | ↗645 | ↗647 |
| 2016 | 2017  | 2018  | 2019 | 2020 | 2021 | 2023 | 2024 | 2025 |
| ↗649 | ↘643  | ↗650  | ↘648 | ↗654 | ↗665 | ↗667 | ↗668 | ↘666 |

Национальный состав
По данным Всероссийских переписей населения 2002 года и 2010 года:
| Народ      | Численность (2002), чел. | Доля от всего населения (2002) | Численность (2010), чел. |
| ---------- | ------------------------ | ------------------------------ | ------------------------ |
| карачаевцы | 230                      | 57,1 %                         | 482                      |
| русские    | 90                       | 22,3 %                         | 113                      |
| черкесы    | 26                       | 6,5 %                          | 22                       |
| другие     | 57                       | 14,1 %                         | 25                       |
| всего      | 403                      | 100 %                          | 657                      |

## Экономика
Экономическая активность в посёлке связана с обслуживанием туристов: имеются многочисленные рестораны, кафе, гостиницы. Домбай — известный российский центр зимнего спорта. На курорте работают канатные дороги:
- 5 очередей однокресельных (1-я и 2-я очереди, транспортные функции) и парнокресельных (3-я, 4-я и 5-я, обслуживание лыжных трасс) канатных дорог;
- маятниковая канатная дорога на склон горы Мусса-Ачитара, дублирующая 1-ю и 3-ю очереди подвесной кресельной дороги;
- комплекс из гондольной дороги и 2 многокресельных участков, построенный в 2000-е годы и дублирующий старую кресельную дорогу;
- так называемая «югославская» парнокресельная дорога, достроенная к 2000 году и частично дублирующая 5-ю очередь старой дороги;
- сеть бугельно-буксировочных дорог (длиной 100—300 метров), обслуживающих небольшие склоны для катания[50].

Помимо этого, развит пешеходный и конный туризм, дельтапланеризм.

## Достопримечательности
Посёлок расположен на территории Тебердинского заповедника. Основные достопримечательности региона — природные. Это Алибекский, Софруджинский, Чучхурский водопады, Бадукские, Муруджинские озёра и другие.
На расстоянии около 2,5 км от центра посёлка в направлении к Алибекскому леднику расположено Мемориальное кладбище альпинистов.
На склоне горы Мусса-Ачитара, в районе 4-й очереди канатной дороги, на высоте 2500 метров, установлена эксклюзивная мобильная гостиница «Футуро», выполненная в форме «летающей тарелки» (разработка финского архитектора Матти Сууронена) — подарок 1969 года Домбаю от президента Финляндии У. К. Кекконена после его похода летом того же года, совместно с председателем Совета Министров СССР А. Н. Косыгиным, по Всесоюзному туристскому маршруту № 43.

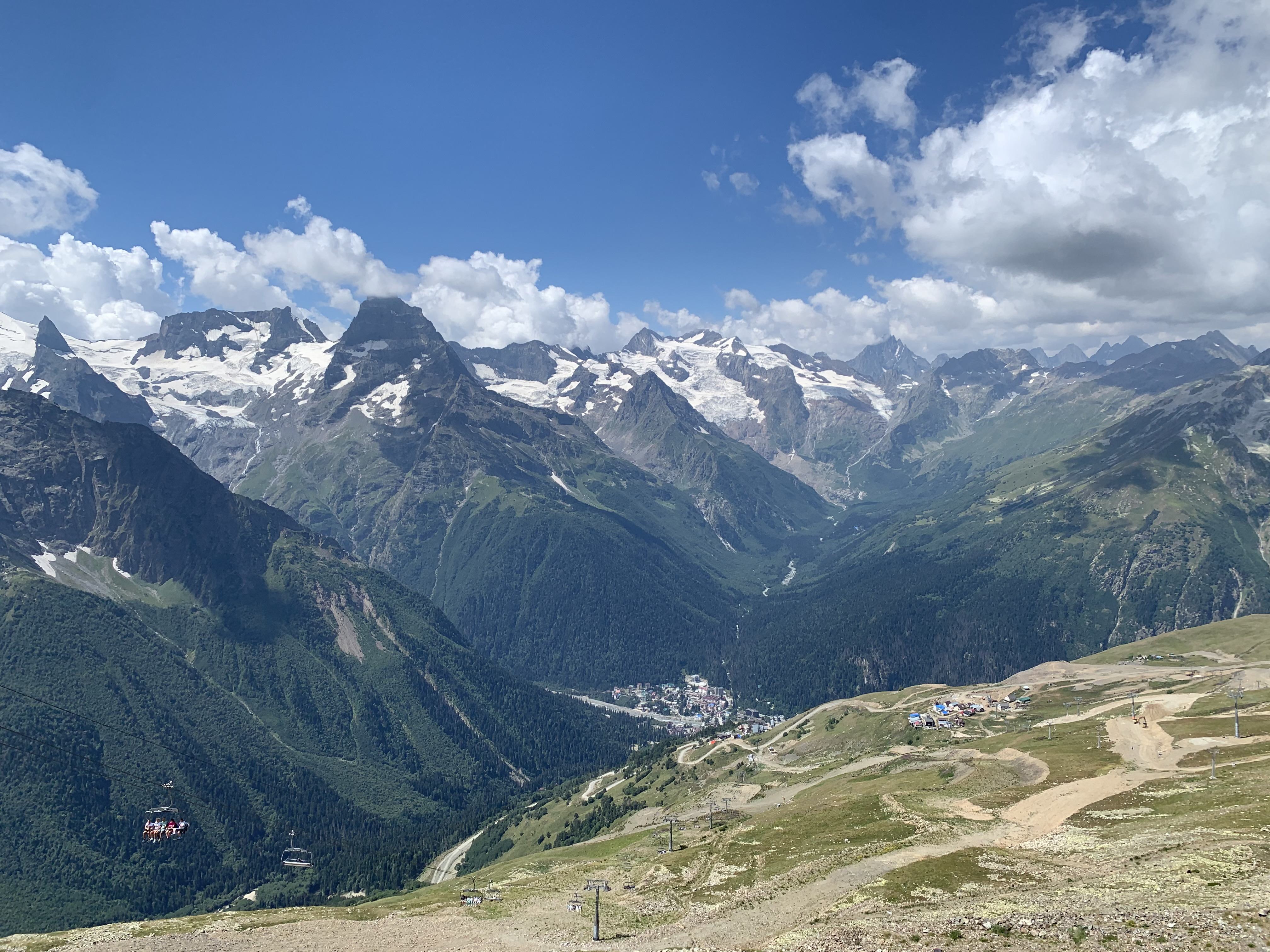
Вид на посёлок с канатной дороги
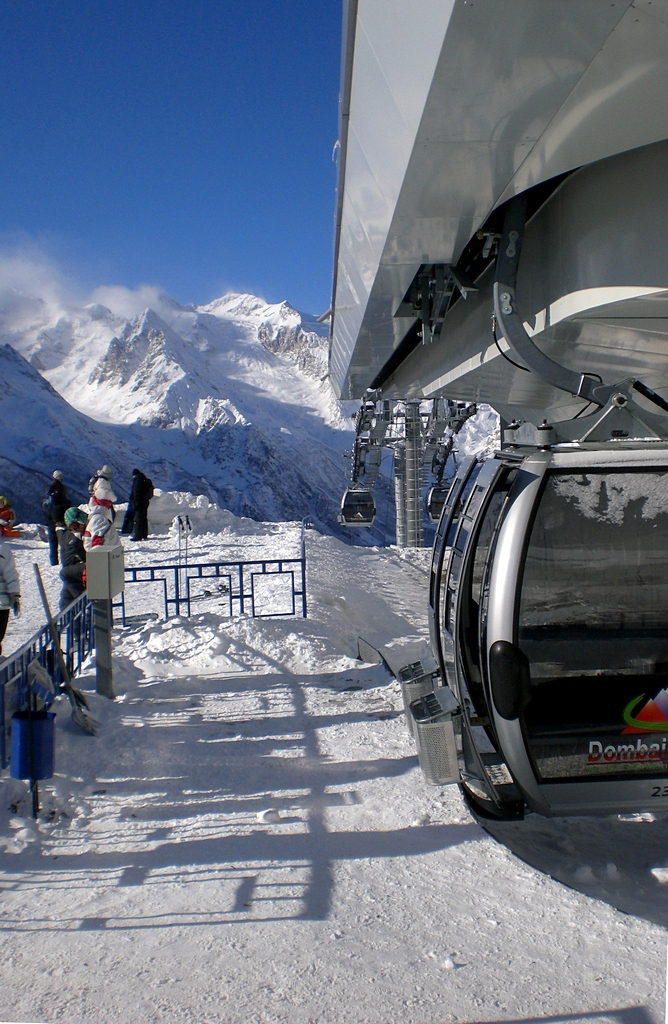
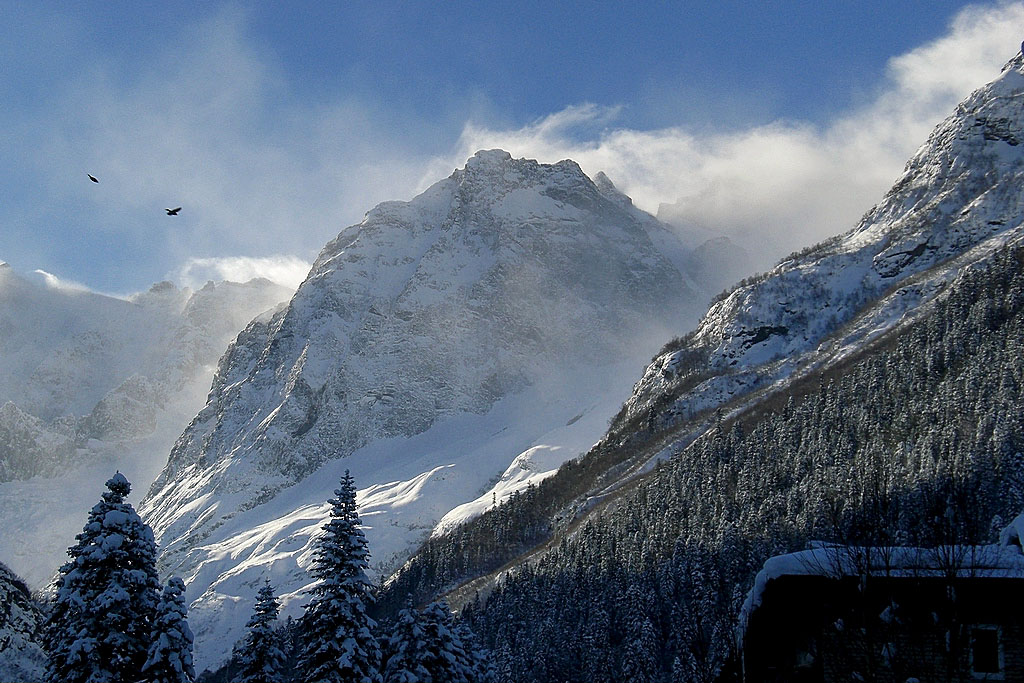
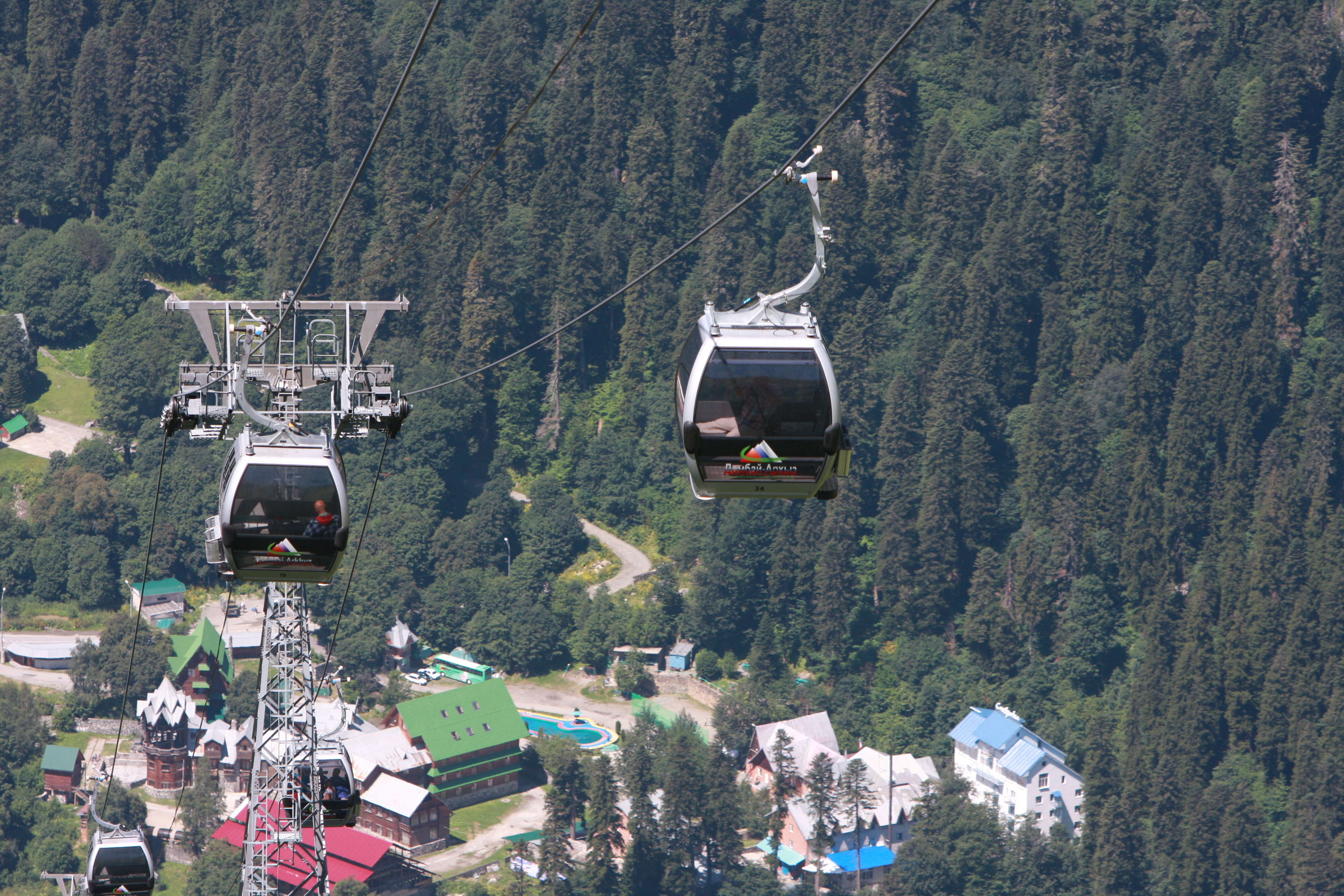
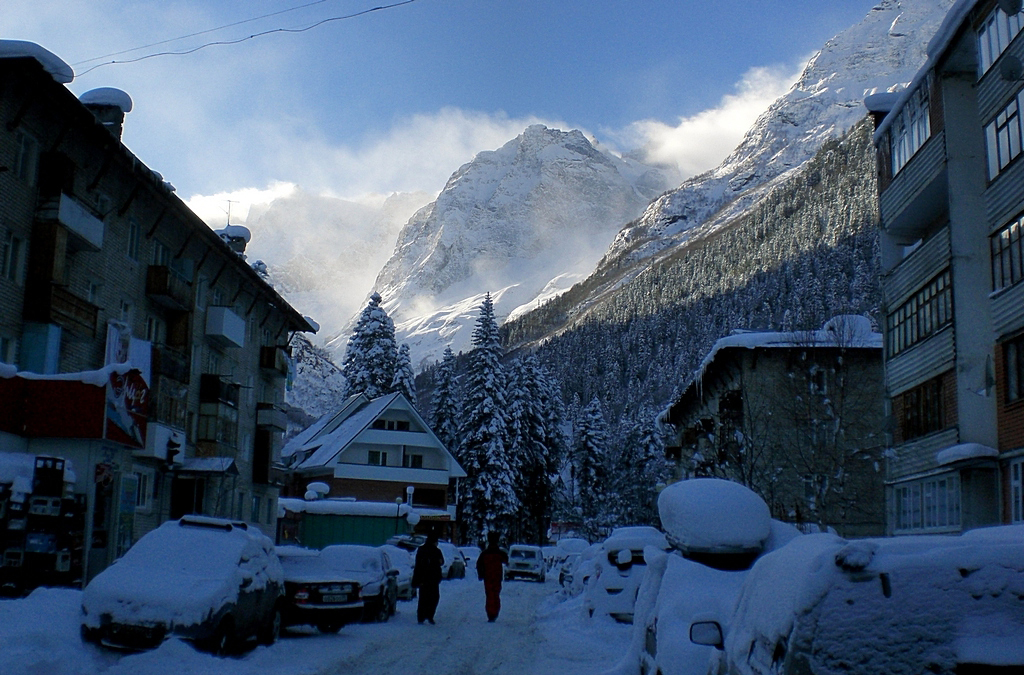
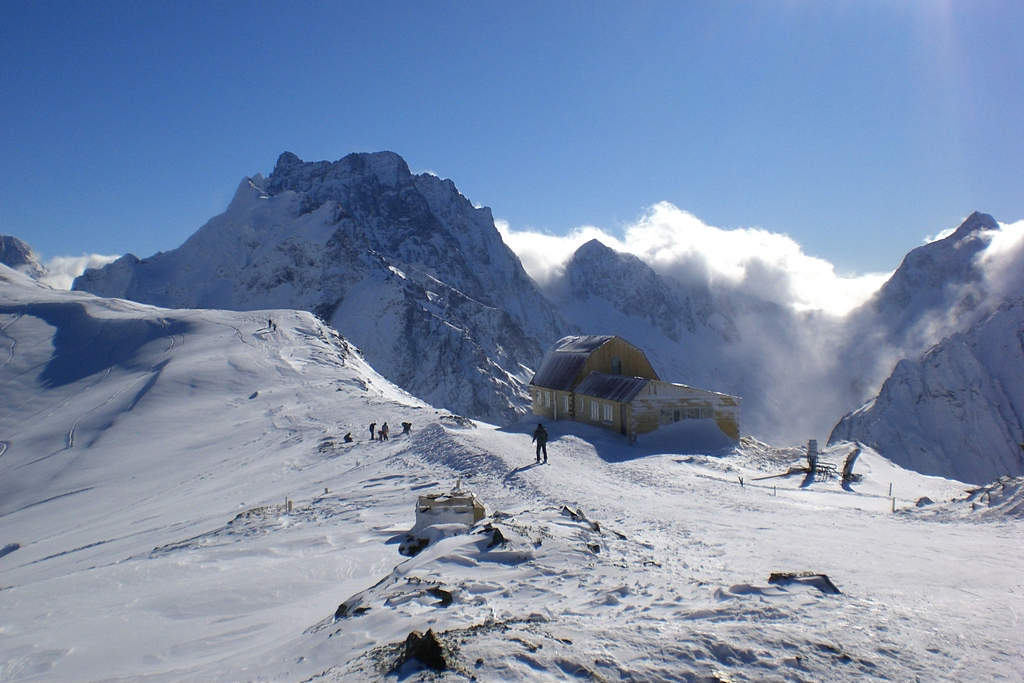
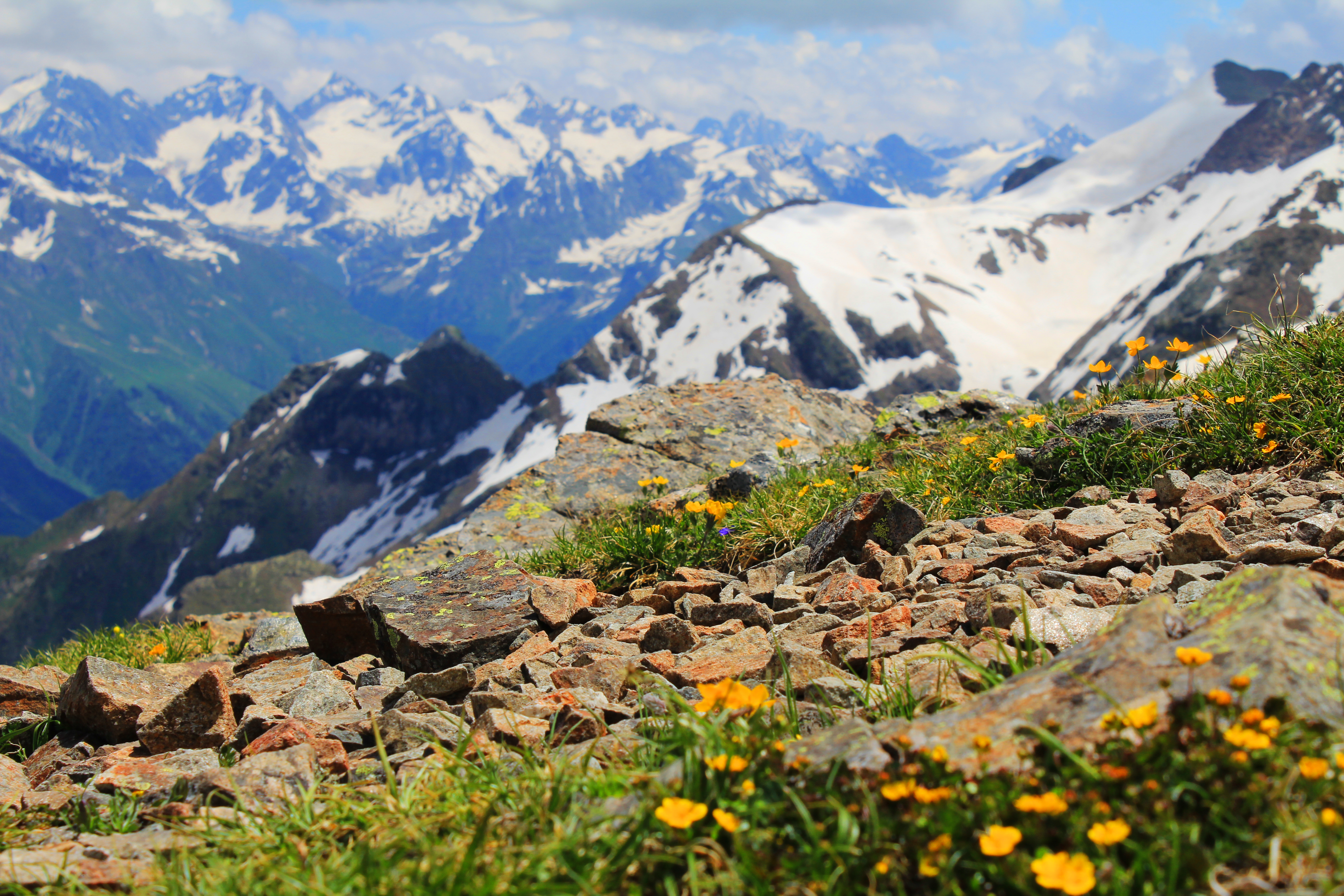
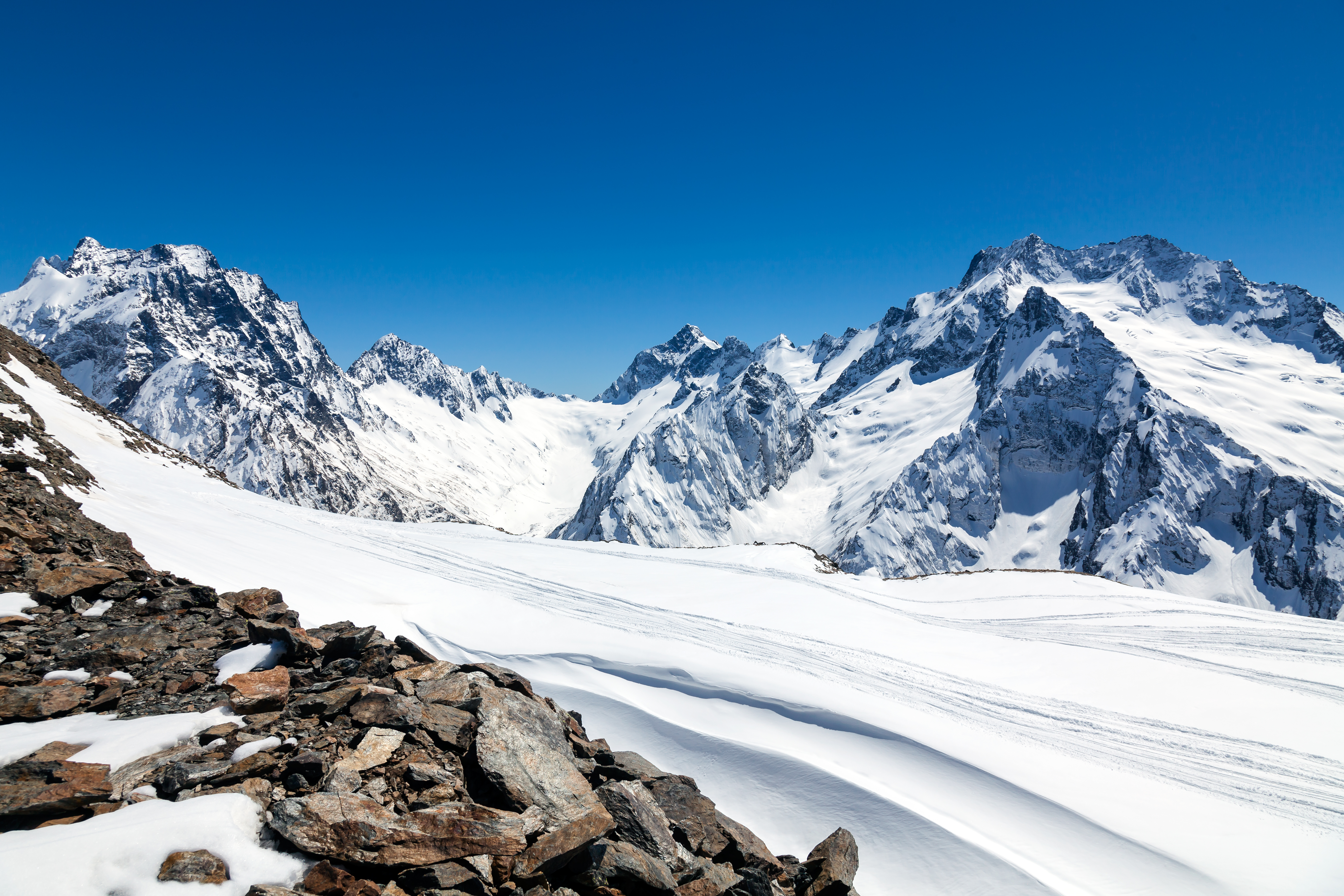
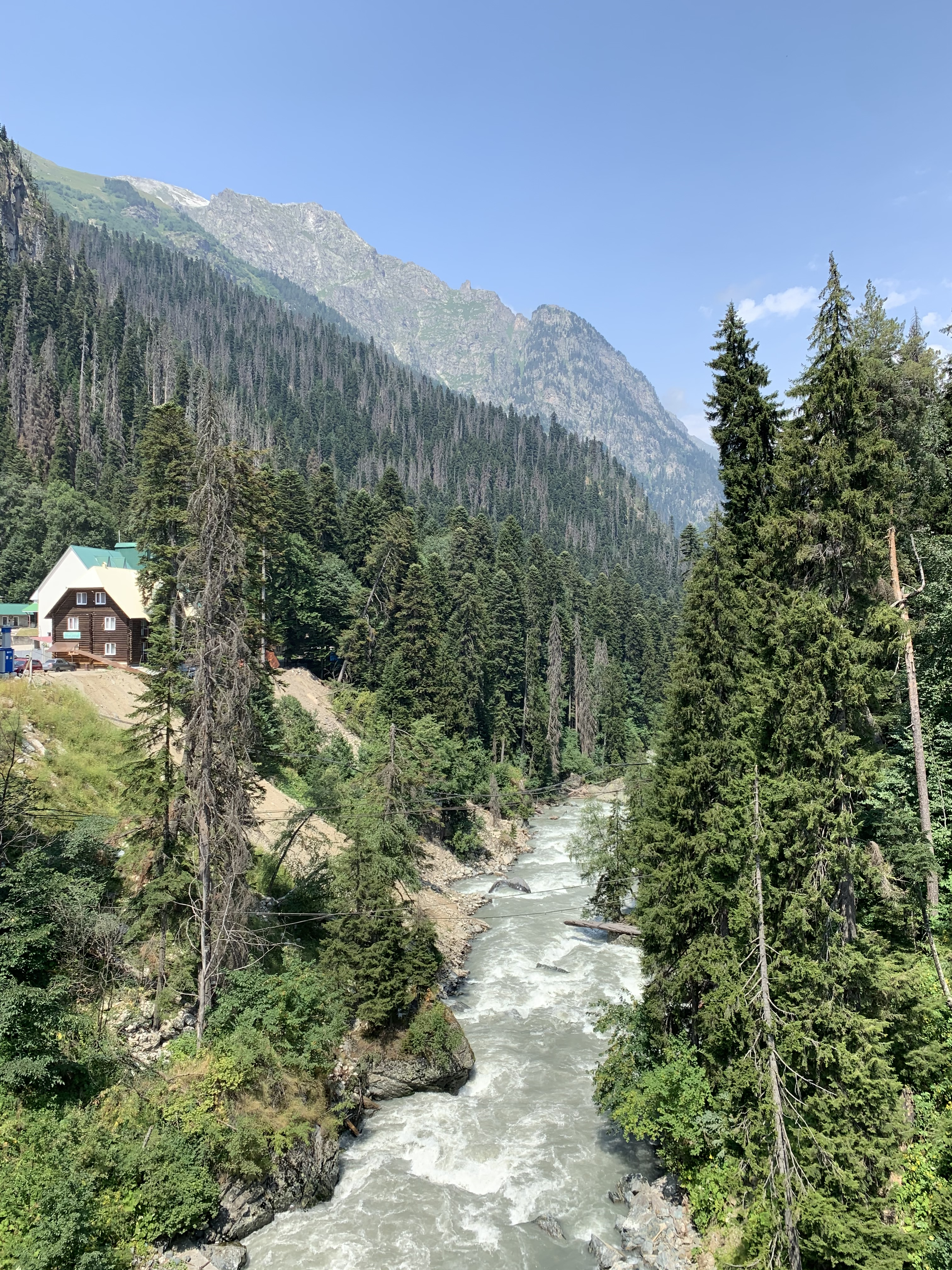
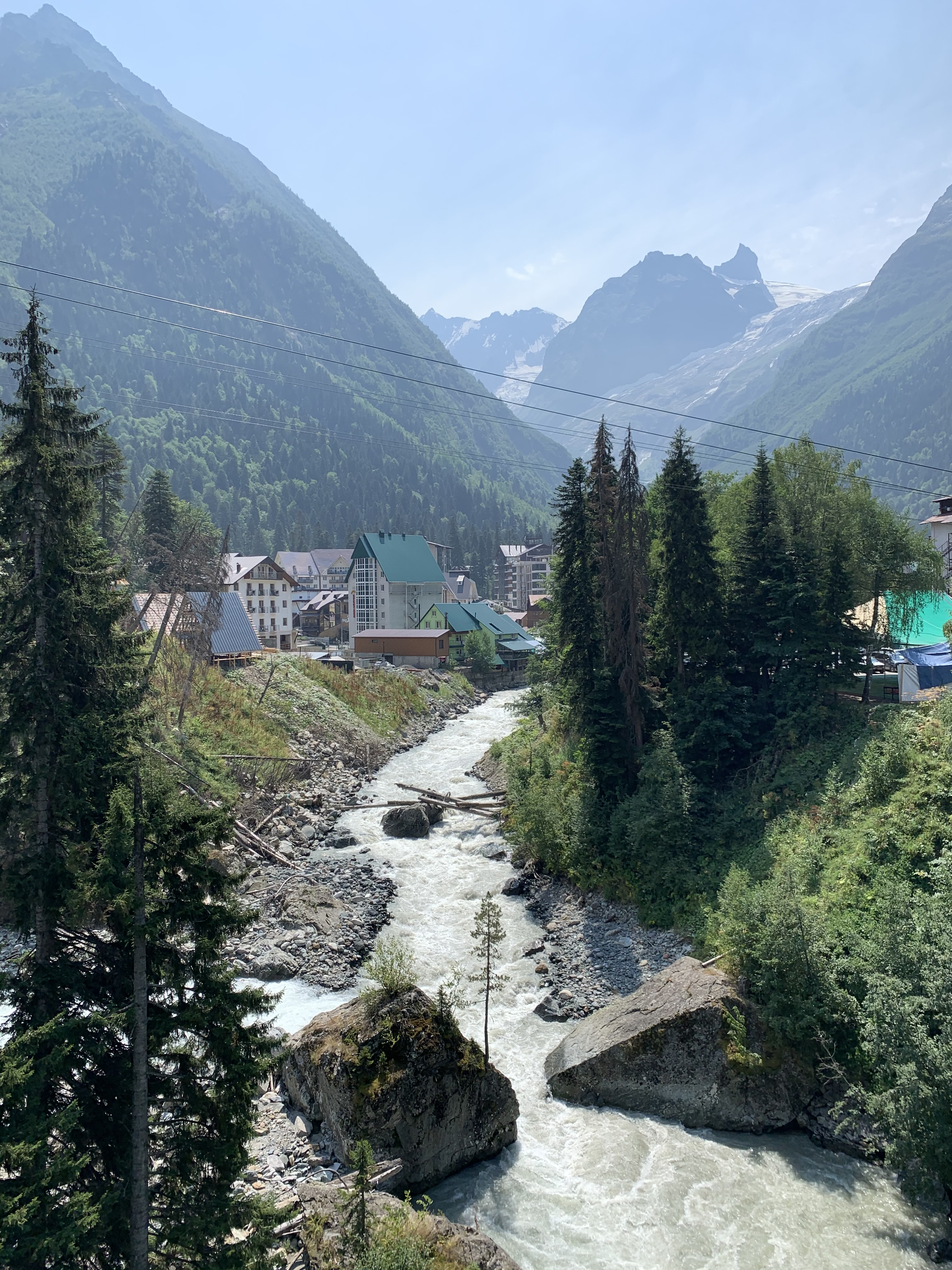
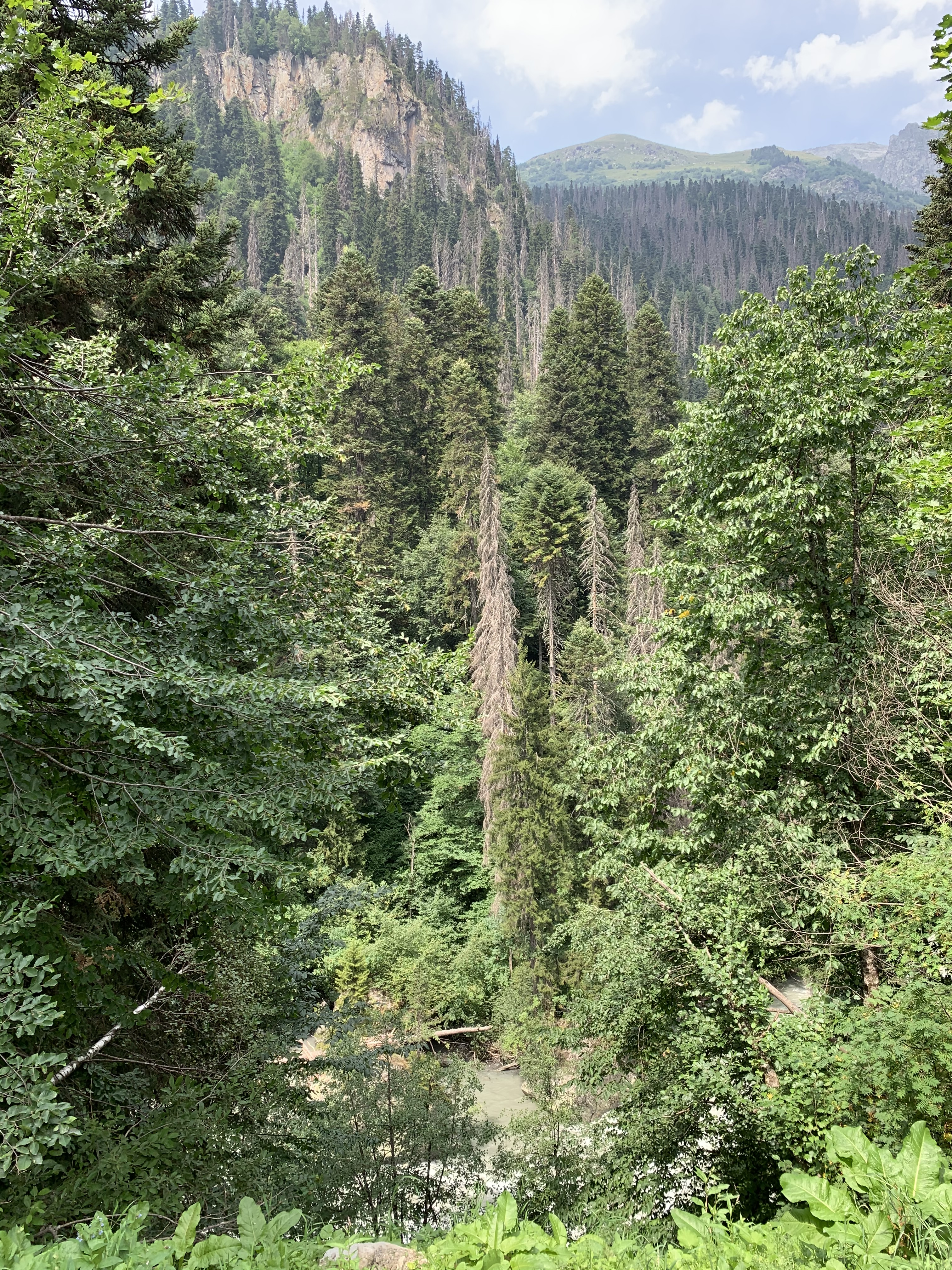
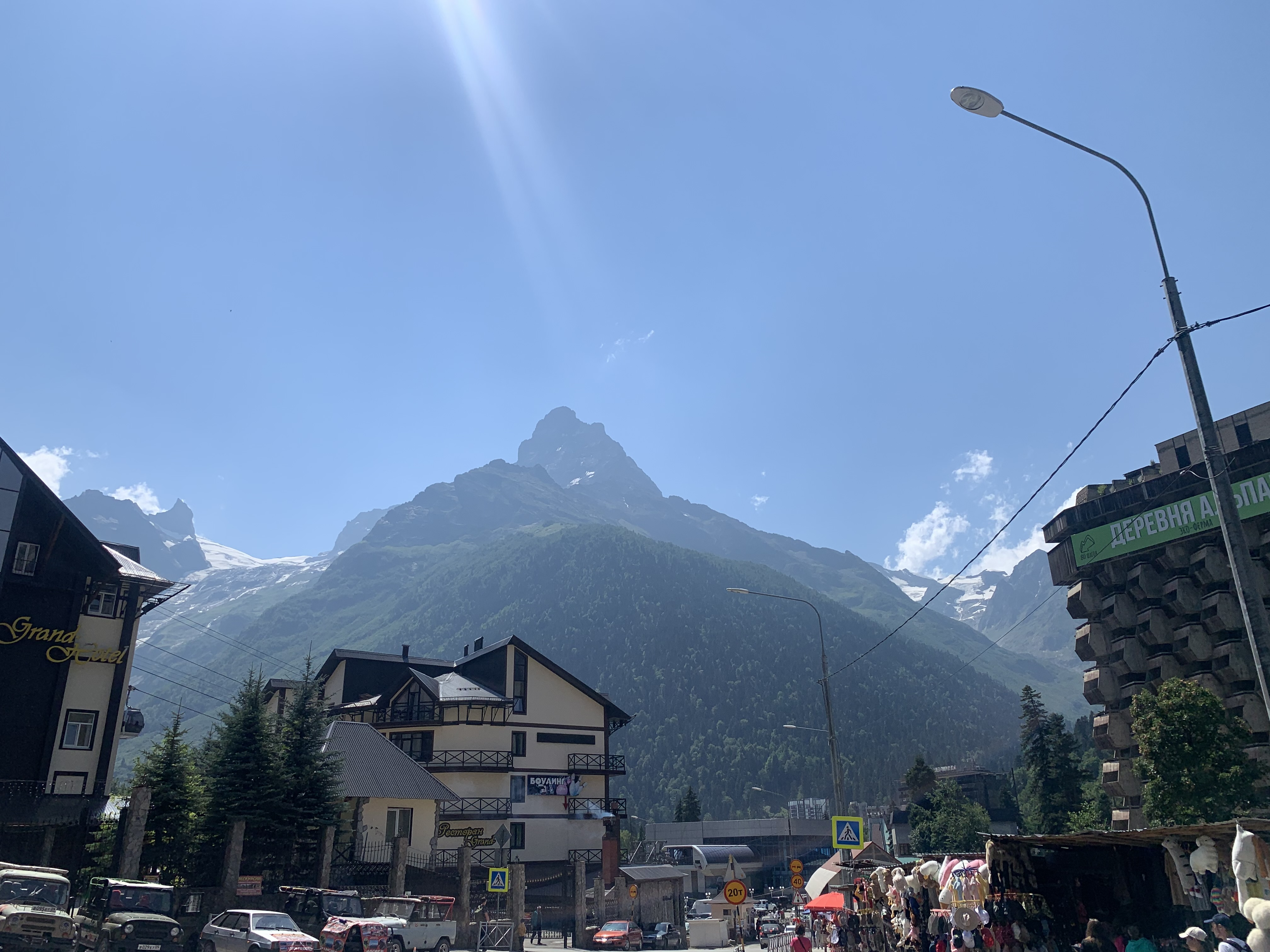
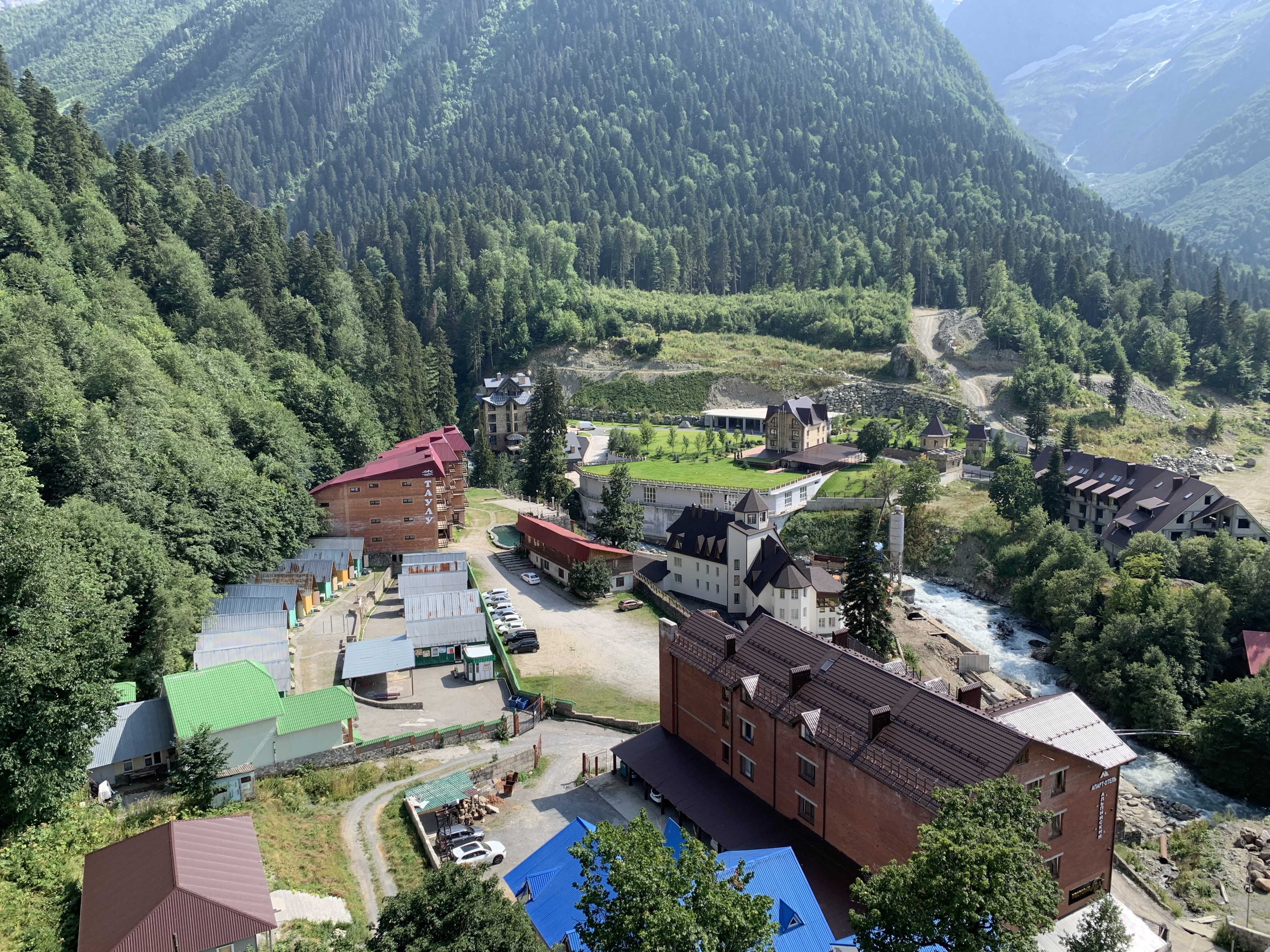
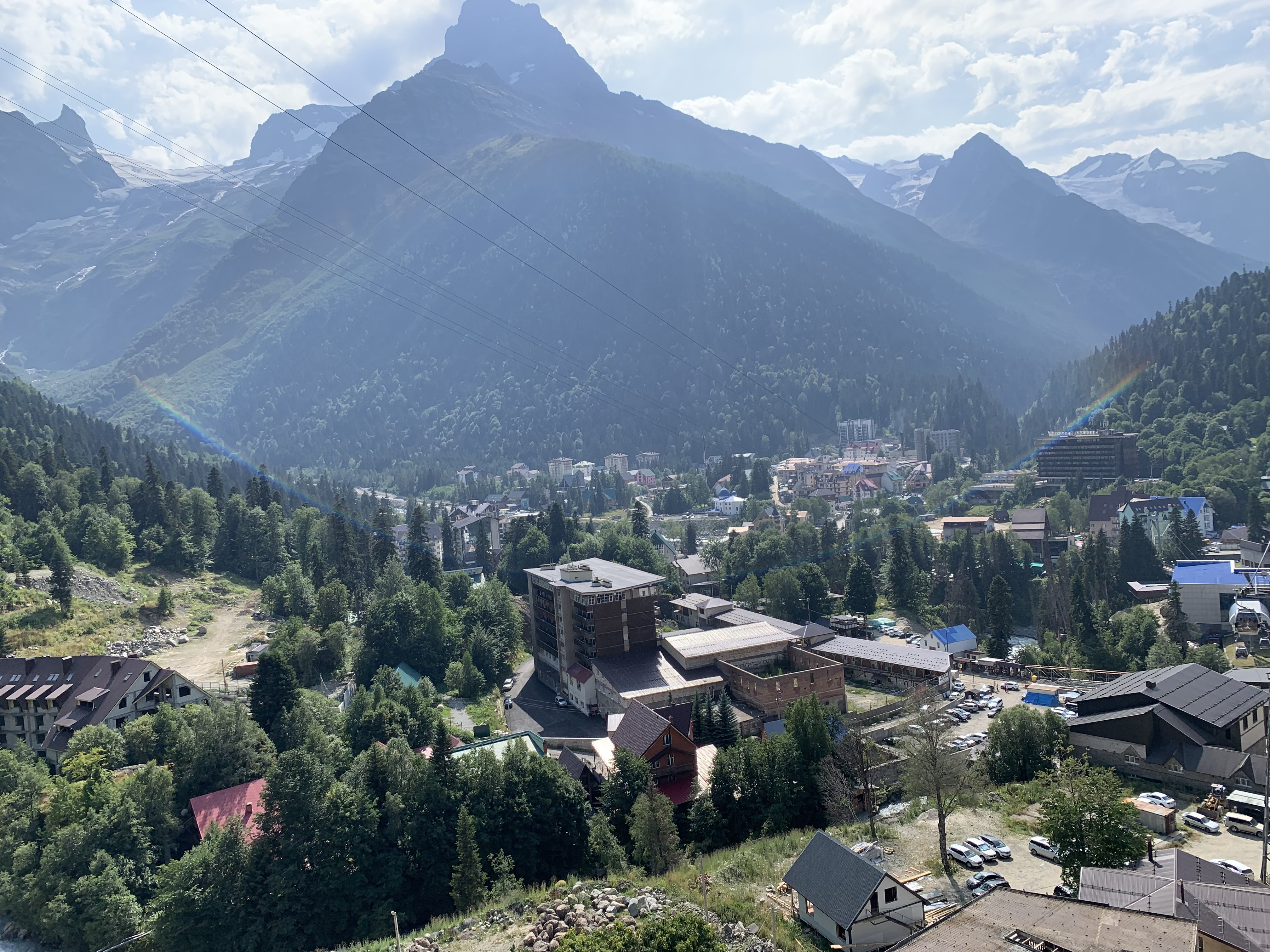
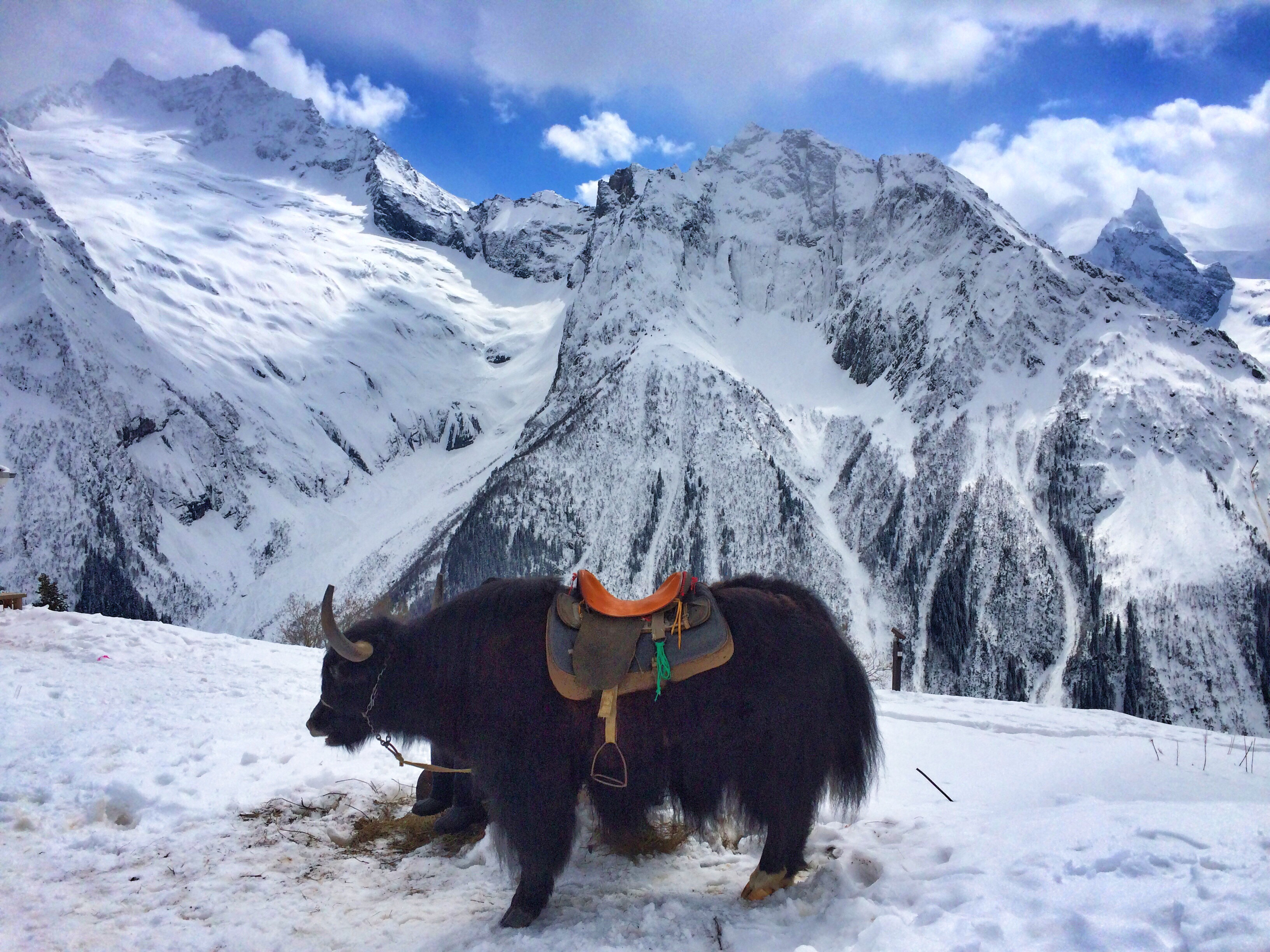
Як в Домбае
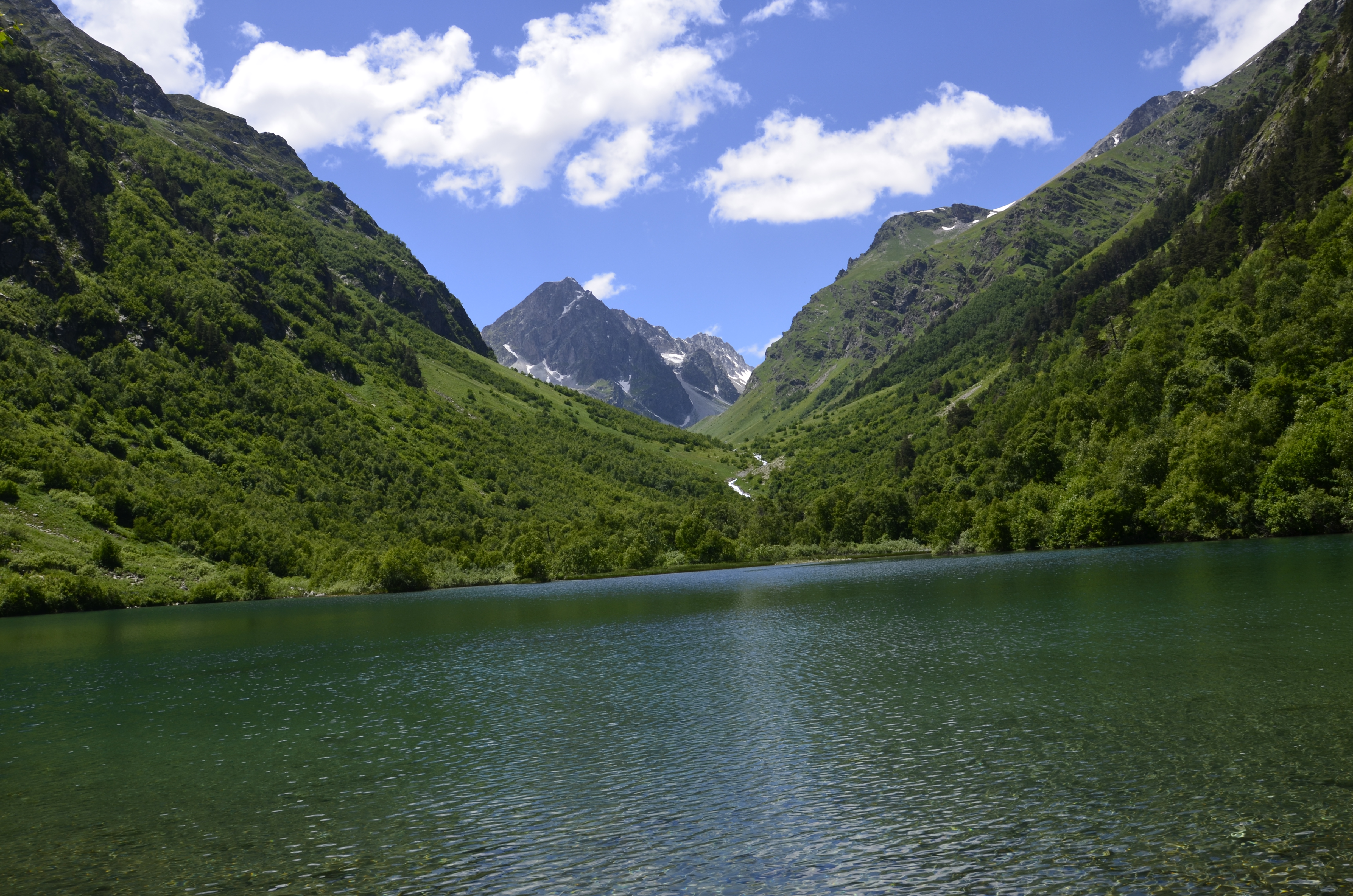
Бадукские озёра
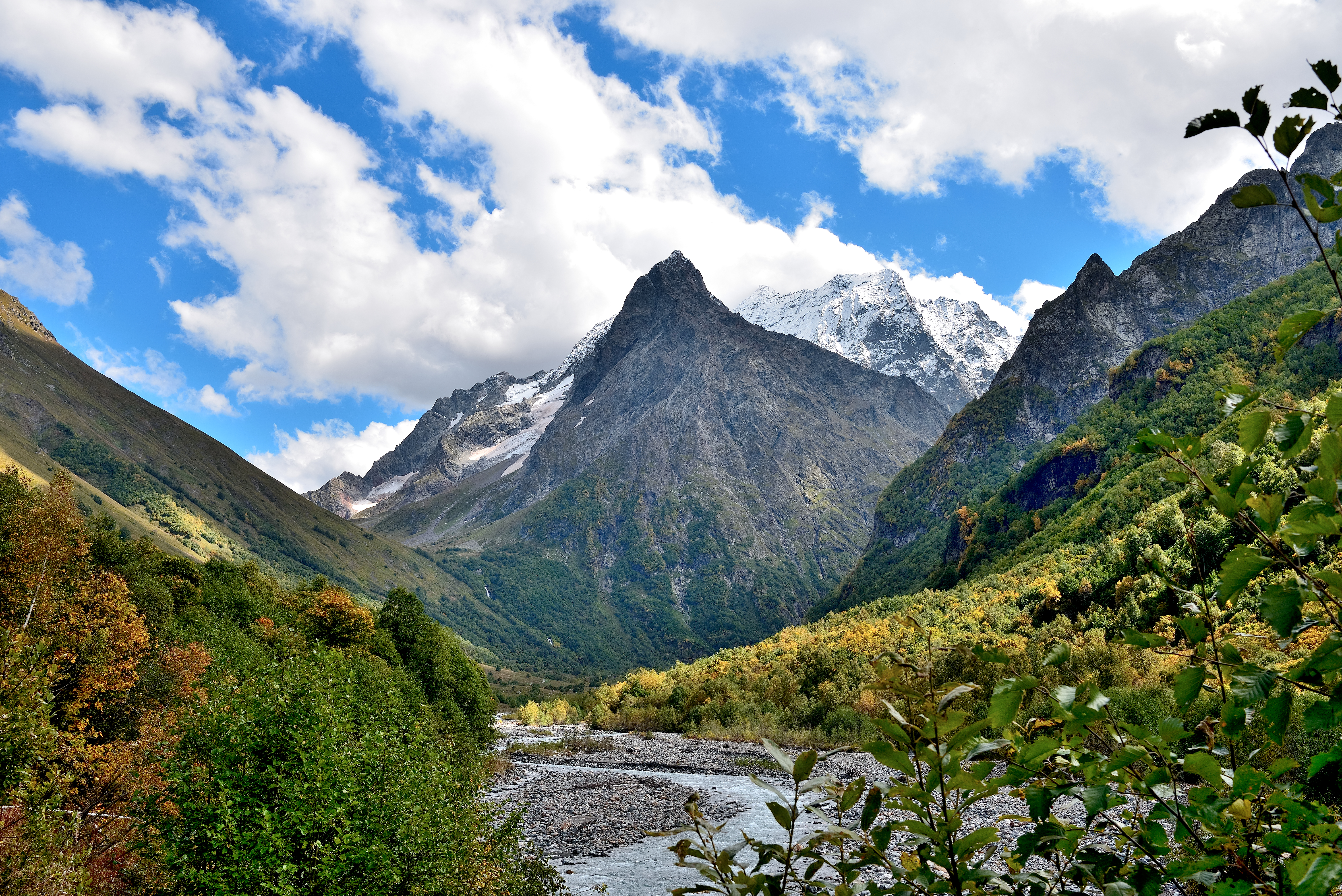
Ущелье Домбай-Ульген
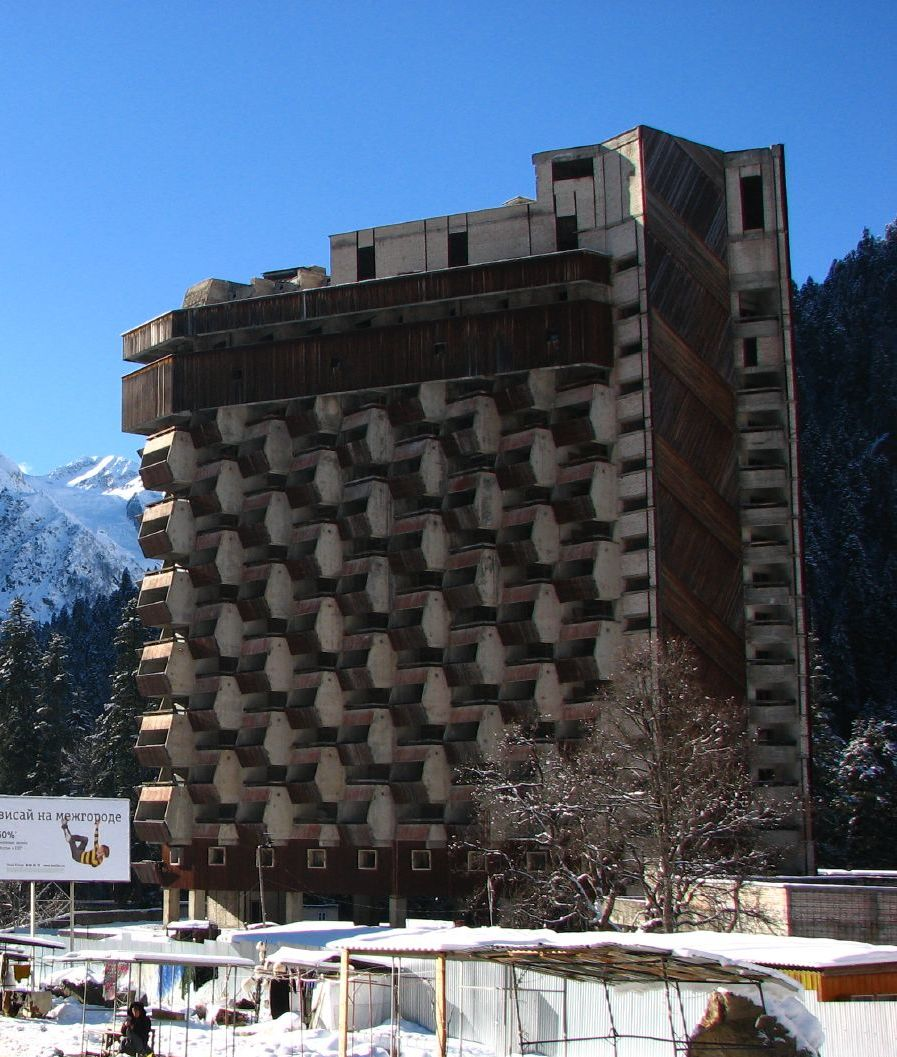
Советский модернизм в Домбае — недостроенная гостиница «Аманауз»
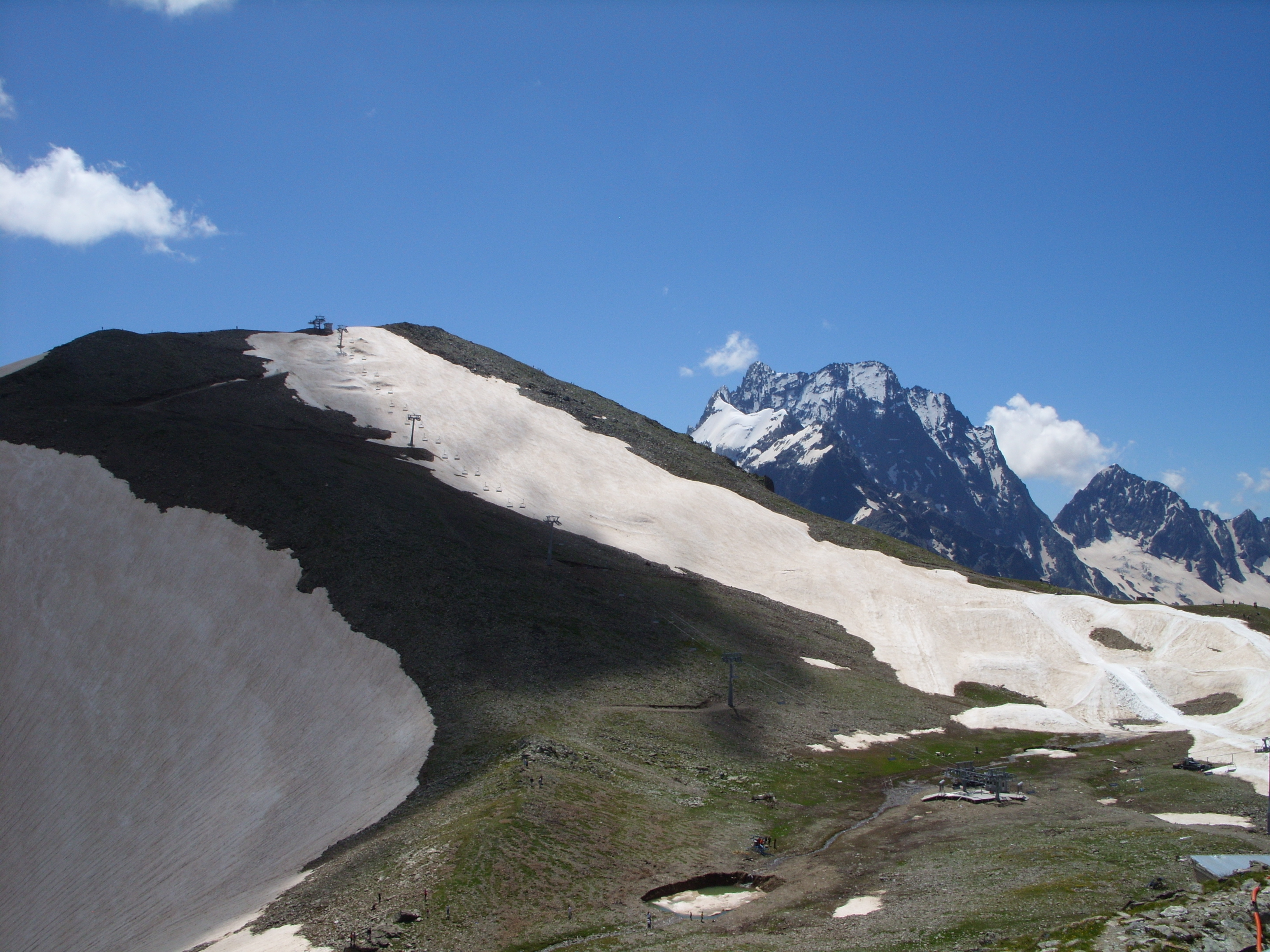
Мусса-Ачитара и Домбай-Ульген
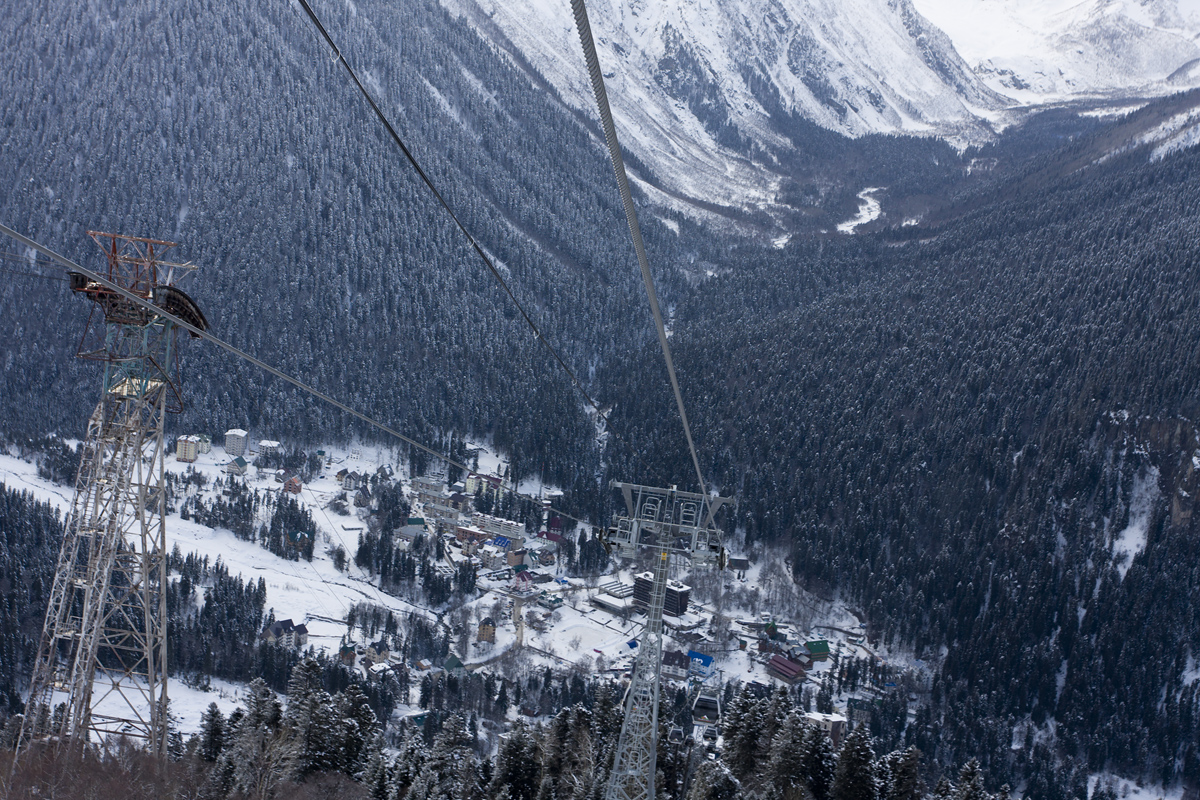
Вид на посёлок с подъёмника зимой